# Тадевосян, Альберт Ашотович
Альбе́рт Ашо́тович Тадевося́н (арм. Ալբերտ Աշոտի Թադեւոսյան; 13 сентября 1990, Ереван, Армянская ССР, СССР) — армянский футболист, нападающий.

## Клубная карьера
Альберт Тадевосян является воспитанником футбольной школы «Пюник». Впервые в составе клуба был заигран 5 мая 2007 года в возрасте 17-ти лет. На 76-й минуте матча Тадевосян заменил Тиграна Карабахцяна. Так состоялся дебют в Премьер-лиге. Тем не менее эта игра была единственной проведённой в том сезоне.
В сезоне 2008 года Тадевосян появился на поле в 1-м туре чемпионата. 6 апреля в матче против ереванского «Улисса», на 61-й минуте матча заменил Эдгара Малакяна и на 87-й забил гол в ворота Маиса Азизяна, который оказался единственным. В этом же сезоне Тадевосян установил рекорд, выйдя на замену во всех 24-х проведённых матчах, в которых удалось забить 10 голов и стать ко всему лучшим бомбардиром клуба и вторым в общем зачёте чемпионата.
После блестяще проведённого сезона Тадевосян продолжал выходит на замены в матчах чемпионата следующего. И лишь в 18-м туре чемпионата 2009 года против «Бананца» Вардан Минасян доверил место Тадевосяну в основном составе, но матч не доиграл, так как был заменён. Полноценный матч за команду провёл через один тур. В 20-м туре Тадевосян проведя весь матч стал автором гола. В том сезоне Тадевосян стал автором 10 забитых голов, но лавры лучшего бомбардира клуба достались Генриху Мхитаряну.
В сезона 2010 Тадевосян стал автором первого гола в чемпионате. Спустя время у Тадевосяна возникла проблема в психологическом плане, которая образовалась из-за нереализации голевых моментов. Некоторое время Тадевосян не мог забить, а в конце мая и вовсе был переведён в воинскую часть из-за военно обязанности своего положения. В конце года появилась информация о переходе Тадевосяна в «Улисс». Причиной данного перехода явилось отсутствие дисциплины игрока. В начале 2011 года Тадевосян вместе с Миграном Манасяном подписал контракт с клубом. Но провести успел лишь две игры в кубковом турнире. Во время второго кубкового матча «Улисс»-«Арарат», состоявшийся 14 марта, Тадевосян получил травму и был перевезен в больницу, где ему наложили гипс.

## Статистика выступлений
Данные на 23 ноября 2012 года
| Клуб             | Сезон            | Чемпионат | Чемпионат | Кубки | Кубки | Еврокубки | Еврокубки | Всего | Всего |
| Клуб             | Сезон            | Матчи     | Голы      | Матчи | Голы  | Матчи     | Голы      | Матчи | Голы  |
| ---------------- | ---------------- | --------- | --------- | ----- | ----- | --------- | --------- | ----- | ----- |
| Пюник            | 2007             | 1         | 0         | 0     | 0     | 0         | 0         | 1     | 0     |
| Пюник            | 2008             | 24        | 10        | 3     | 2     | 1         | 0         | 28    | 12    |
| Пюник            | 2009             | 22        | 10        | 4     | 1     | 1         | 0         | 27    | 11    |
| Пюник            | 2010             | 8         | 4         | 5     | 2     | 0         | 0         | 13    | 6     |
| Всего            | Всего            | 55        | 24        | 12    | 5     | 2         | 0         | 69    | 29    |
| Улисс            | 2011             | 11        | 2         | 4     | 0     | 0         | 0         | 15    | 2     |
| Всего            | Всего            | 11        | 2         | 4     | 0     | 0         | 0         | 15    | 2     |
| Всего за карьеру | Всего за карьеру | 66        | 26        | 16    | 5     | 2         | 0         | 84    | 31    |

## Карьера в сборной
В составе молодёжной сборной дебютировал 4 сентября 2009 года в матче против сверстников из Швейцарии.

## Достижения
- «Пюник»
  - Чемпион Армении: 2007, 2008, 2009, 2010
  - Обладатель Кубка Армении: 2009, 2010
  - Обладатель Суперкубка Армении: 2007, 2008, 2010
  - Финалист Суперкубка Армении: 2009
- «Улисс»
  - Чемпион Армении: 2011